# Świadectwo (film)
Świadectwo – produkcja filmowa, której premiera miała miejsce w październiku 2008. Film ukazuje życie papieża Jana Pawła II oczami kardynała Stanisława Dziwisza.
Po sukcesie książki Świadectwo wydanej w styczniu 2007, sam Stanisław Dziwisz i producenci postanowili wydać film, który jest w głównej mierze oparty na wspomnieniach kardynała.
Dokument nakręcony za pomocą urywków archiwalnych, jak również gry anonimowych aktorów. W całość wpleciony jest komentarz angielskiego aktora Michaela Yorka.

## Opis fabuły
Film opowiada o historii posługi Stanisława Dziwisza papieżowi Janowi Pawłowi II.
Akcja rozpoczyna się w małej wiosce Raba Wyżna w Małopolsce, gdzie młody Stanisław Dziwisz mieszkał z dość liczną rodziną. Kardynał opowiada przy tym różne historie związane z dzieciństwem, takie jak: ochrona żydowskiego mężczyzny podczas II wojny światowej, czy też traumatyczne wspomnienie rozstrzeliwania polskich jeńców.
Następnie przenosimy się do czasów studenckich Stanisława, który studiował w Seminarium Duchownym Archidiecezji Krakowskiej. Tu po raz pierwszy spotkał Karola Wojtyłę – seminaryjnego profesora teologii i biskupa krakowskiego.
W kolejnej części, fabuła poświęcona jest przyszłemu papieżowi. Po stracie siostry, brata i matki, Wojtyła razem ze swoim ojcem przeniósł się z Wadowic do Krakowa, gdzie dorastał do kapłaństwa. 18 lutego 1941 roku, przyszłego papieża spotkała kolejna tragedia – zmarł jego ojciec, który był dla Karola jednym z większych autorytetów i jedną z ważniejszych osób w życiu.
Po otrzymaniu święceń kapłańskich 1 listopada 1946 roku, dwa lata później Karol Wojtyła udał się do niewielkiej parafii we wsi Niegowić, aby pełnić tam posługę wikariusza. Urząd ten sprawował przez rok. Wtedy to również aktywnie udzielał się społecznie, organizując dla młodzieży m.in. spływy kajakowe, wycieczki w góry.
Został potem biskupem, arcybiskupem, kardynałem i wyruszył na pamiętne konklawe, na którym został wybrany na papieża.
Ksiądz Stanisław został mianowany na sekretarza Karola Wojtyły w 1966 roku.
16 października 1978, Wojtyła objął Stolicę Piotrową i przyjął imię Jan Paweł II, a Stanisław Dziwisz został osobistym sekretarzem głowy Kościoła katolickiego.
Trzy lata po wyborze – 13 maja 1981 roku – papież został postrzelony przez tureckiego zamachowca Mehmeta Ali Ağca. Z czasem zdrowie papieża pogorszyło się i zachorował na chorobę Parkinsona, która spowodowała w jego organizmie stopniowe i całkowite spustoszenie. Dziwisz nieustannie czuwał przy schorowanym papieżu.
Kardynał odkrył wiele nieznanych faktów związanych z papieskim życiem Wojtyły, m.in.: nieudany zamach w Fatimie w 1982 roku.
Akcja Świadectwa kończy się 8 kwietnia 2005 roku – w momencie pogrzebu Jana Pawła II. Kulminacyjnym momentem filmu jest nałożenie białej chusty na twarz papieża przez Dziwisza.

## Obsada
| Aktor             | Rola           |
| ----------------- | -------------- |
| Michael York      | narrator filmu |
| Stanisław Dziwisz | jako on sam    |
| Jan Paweł II      | jako on sam    |

## Polska wersja językowa
| Aktor            | Rola                                          |
| ---------------- | --------------------------------------------- |
| Andrzej Seweryn  | narrator filmu (głos), dubbing Michaela Yorka |
| Andrzej Szczytko | lektor reportaży, making of                   |

## Rodzaje filmu
Film przygotowany jest w dwóch wersjach:
| Wersja         | Czas trwania            |
| -------------- | ----------------------- |
| pełnometrażowa | 103 minuty              |
| telewizyjna    | 45–50 minut (3 odcinki) |